# Super Seria 2008: Viking Power Challenge
Super Seria 2008: Viking Power Challenge – indywidualne, trzecie w 2008 r. zawody siłaczy z cyklu Super Serii.
Data: 5 lipca 2008

Miejsce: Hotel Storefjell, okręg Buskerud  Norwegia
WYNIKI ZAWODÓW:
| Miejsce | Zawodnik          | Kraj              | Punkty           |
| ------- | ----------------- | ----------------- | ---------------- |
| 1.      | Arild Haugen      | Norwegia          | 55,5             |
| 2.      | Sebastian Wenta   | Polska            | 53,5             |
| 3.      | Richard Skog      | Norwegia          | 51               |
| 4.      | Johannes Årsjö    | Szwecja           | 48               |
| 5.      | Kevin Nee         | Stany Zjednoczone | 44,5             |
| 6.      | Jarosław Dymek    | Polska            | 43               |
| 7.      | Mark Felix        | Anglia            | 25,5             |
| 8.      | Janne Virtanen    | Finlandia         | 24,5             |
| 9.      | Odd Haugen        | Norwegia          | 19,5             |
| 10.     | Kalle Lane        | Szwecja           | 14               |
| 11.     | Rene Minkwitz     | Dania             | 2 (kontuzjowany) |
| 12.     | Magnus Samuelsson | Szwecja           | 1 (kontuzjowany) |

Czterech najlepszych zawodników zakwalifikowało się do indywidualnych Mistrzostw Świata Strongman 2008.